# Ciężkie Igły

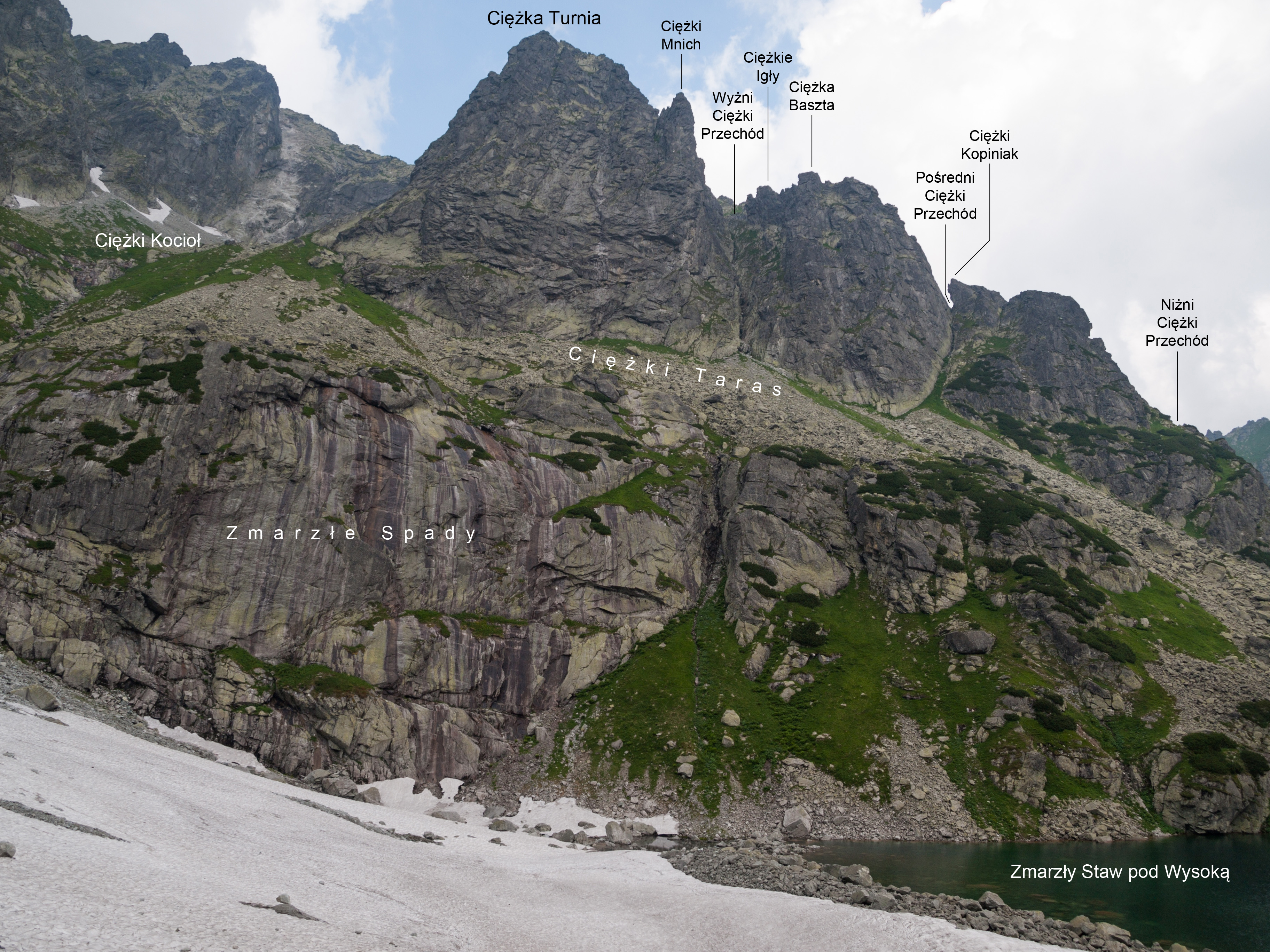
Widok od południowej strony

Ciężkie Igły (niem. Verborgene Nadel, słow. České ihly, węg. Cseh-tavi-sziklatűk, ok. 2045 m, ok. 2220 m) – trzy turniczki we wschodniej grani Niżnich Rysów w Tatrach Słowackich. Znajdują się w południowo-wschodniej grani Ciężkiej Turni między Ciężką Szczerbiną a Wyżnim Ciężkim Przechodem. Grań ta ograniczona jest z prawej strony (patrząc od dołu) stromym Ciężkim Korytem, z lewej wielkim żlebem opadającym z Wielkiego Ciężkiego Przechodu. Wszystkie turniczki są z litej skały, ostrokształtne i mają eksponowane ściany. Najwyższa jest środkowa.
Autorem nazwy turniczek jest Władysław Cywiński. Nazwa wszystkich obiektów w masywie Ciężkiej Turni pochodzi od jej nazwy. Paradoksalnie, Słowacy Ciężką Turnię i wszystkie jej obiekty określają nazwą České (tzn, czeskie), mimo że nie mają one nic wspólnego z Czechami, a nazwanie turni Czeską Turnią było pomyłką, co wyjaśnił Witold Henryk Paryski w Wielkiej encyklopedii tatrzańskiej.
Południowo-wschodnią granią Ciężkiej Turni (także przez Ciężkie Turniczki) prowadzi droga wspinaczkowa (III w skali tatrzańskiej, czas przejścia 3 godz.)

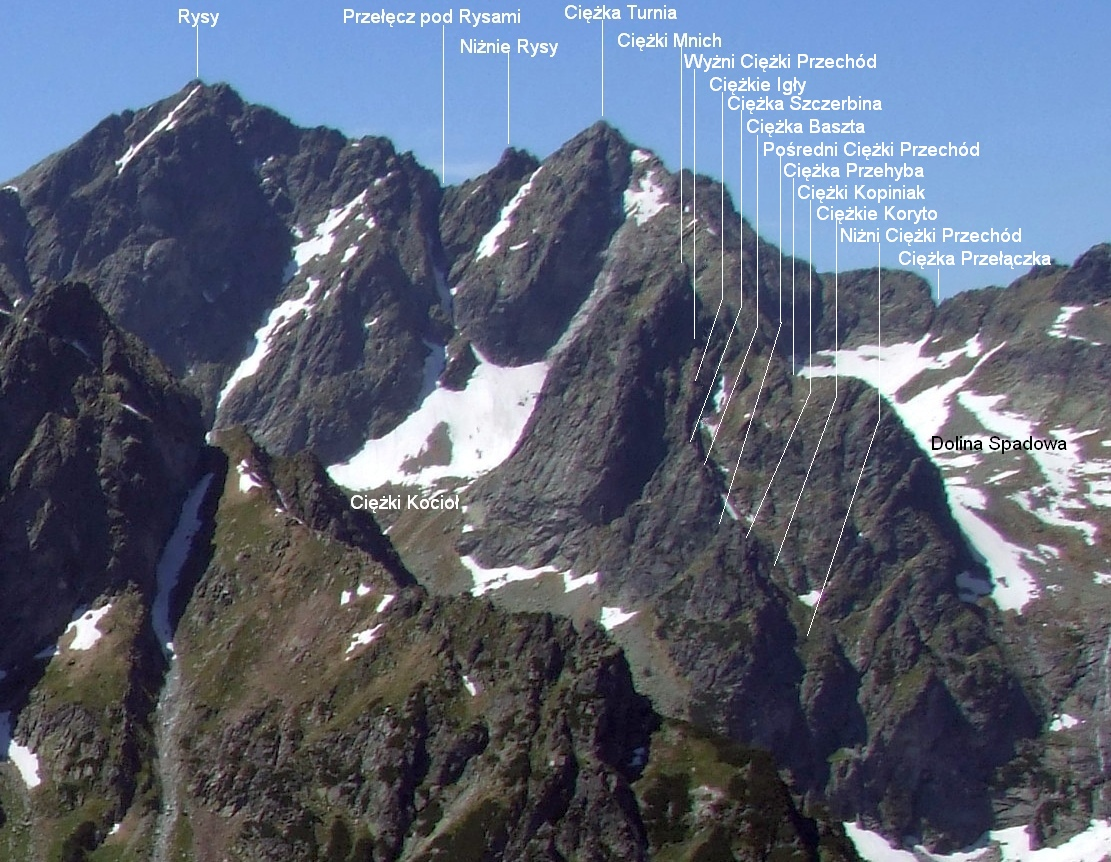
Widok z Doliny Białej Wody